# Bugってハニー
『Bugってハニー』（バグってハニー）は、1986年10月3日から1987年9月25日まで日本テレビ系列他にて放送されたテレビアニメ。全51話。

## 概要
ハドソンが発売したファミリーコンピュータ用ソフト『高橋名人の冒険島』の世界観を下敷きに、アニメオリジナルの登場人物や独自の展開を加え、子供向けアニメとして制作されたメディアミックス作品。アレンジは多いものの日本初の「テレビゲームを原作としたテレビアニメ作品」として位置づけられる。作画的な面ではゲーム画面に用いられるドット絵を模した表現が多数みられるのも特徴。当初は半年間の放送を予定していたが人気に伴い1年間に延長され、劇場版も製作された。ハドソンの一社提供番組。
主人公のモデルは当時の子供たちの間で人気絶頂だったファミコン名人の代表的存在・高橋名人こと高橋利幸。オープニング主題歌も高橋名人本人が担当したほか、小林亜星がオープニング・エンディングともに作曲を務めた。
2010年7月28日に本作＋特典を収録したDVD-BOX上巻、2010年8月27日に本作＋劇場版を収録したDVD-BOX下巻が発売された。
2016年、放送30周年記念で上映会やイベントが開催された。

## 登場人物
高橋原人（たかはし げんじん）
声 - 水島裕
ゲームの世界トイコンワールドの人気者でヒーロー的存在。いつもTの帽子を被り、石斧を担いでいる。キュラ大王の罠にはまり捕らわれてしまうが、ハニーやワンナップたちに助け出され、彼らを元の世界に戻すため同行する。くすぐりとナスが嫌い（食わず嫌い）。必殺16連射突きを駆使して敵と戦う。
ハニー
声 - 神代智恵
ヒロインであり、主人公。フルネームはハニー・ビー。原人のガールフレンドでハチの妖精。通称ハニーちゃん。水着に近い露出度の高い服装が特徴。少々わがままで泣き虫だが明るい性格で楽観的。普段は水玉模様の卵の中で眠っているが、原人が石斧で卵を割ることで目を覚ます。ゲーム中に原人の危険が迫り、ワンナップたちをゲーム世界へ呼び込んだ。彼女に抱きつかれると不思議な力が宿りパワーアップする。
ワンナップ
声 - 三ツ矢雄二
現実世界からトイコンワールドに呼び込まれたゲーム好きな少年。リーゼントヘアで三人組の中ではリーダー的な存在である。良くも悪くも普通の少年といった感じの性格。高橋原人程ではないが知力体力に優れ、原人が同行するまでは主人公的な位置づけだった。原人同行後は時々活躍を見せるものの、基本的には原人の応援役に回っていた。
みどり
声 - 安達忍
現実世界からトイコンワールドに呼び込まれたゲーム好きな少女。男勝りでお転婆だが幻想的な光景に見とれたりするなど乙女チックな一面もある。ダイキュラーの惨めな過去と未来への決意を記録したビデオを視聴した際には、男性陣がシラケている中でミドリだけは感動し、拍手を送った。蛇や蜘蛛が苦手で見ると暴れだす。原人同行までは不運な役回りが多かった。原人同行後は専ら応援役に回っていた。
ダル
声 - 桜井敏治
現実世界からトイコンワールドに呼び込まれたゲーム好きな少年。心優しく力持ちな呑気者。食べることと寝ることが好きで、食べ物の匂いを嗅ぎつける能力は超人的。外見の割には動きが早い。ケン玉が得意で、専ら武器代わりとして使うことが多い。原人同行までは力仕事を主に担当し、得意のケン玉による戦闘も披露することが多かった。原人同行後も時折ケン玉で立ち向かうが返り討ちに遭うことが多くなり、原人の応援役に周ることが多くなった。
キュラ大王
声 - 滝口順平
トイコンワールドを支配しようと狙っている大王。ハニーが大好きだが、サイとティラノサウルスを合わせたような外見から相手にされない。いざハニーを目の前にすると、緊張して文字通り固まってしまう「ハニーちゃんアレルギー」に悩まされている。ハニーと仲がよい原人を敵対視し、毎回のように部下たちを送り込んでは原人たちの行く手を阻むが、どこか間抜けで憎めない悪役。真っ当な考えを持っている部分もあり、ハチミツ姫の我儘を咎めたこともある（後述）。
物語終盤にて、あるキッカケからハニーの実姉であるハチミツ姫に一方的に惚れられ、熱烈に求婚されるようになる。キュラ自身はあくまでもハニーが好きなので、当初はハチミツ姫の求婚を迷惑がる。しかし「結婚すればハニーと親戚になれる」という原人からの説得に乗り、ハチミツ姫の求婚を受け入れる。ハニーに近付くことが目的の結婚に見えたが、最終回ではハニーではなくハチミツ姫にデレデレするようになっている。
ダイキュラー
声 - 永井一郎
中盤から登場するキュラ大王の兄。名前に反して身体は小さいが威厳がありキュラも兄には頭が上がらない。弟とは違い頭脳派でさまざまな作戦を企てる。ハニーが身体を小さくしたところを見てからハニーのことが好きになるが実はマリリンという恋人がいる。
スケルトン
声 - 千葉繁
キュラ大王の家来の一人。愛称は「スケちゃん」「スケ」。ピンク色のガイコツでお調子者の戦闘指揮官。熊本の産まれらしく熊本弁の台詞が多い。キュラ兄弟の言動にかなりキツイ突っ込みを呟くなど、毒舌家な一面もある。本来の姿は筋骨隆々な美男子。
ものみカラス
声 - 緒方賢一
キュラ大王の家来の一人。愛称は「ものちゃん」。シルクハットをかぶった告げ口が得意な偵察役のおしゃべりカラス。新しい罠の実験台にされたり、原人たちに捕らわれ無理矢理情報を吐かされたりと、なにかと不幸な目に遭っている。

カワダ・チュー
声 - 堀川亮
中盤で原人一行に合流する東北訛りの少年で、高橋原人を「師匠」と呼び尊敬している。ドジでノロマな田舎者でバカにされることが多いが、その性格が幸いして無自覚の内に一行のピンチを救うこともあった。ゲームが得意で、作中に登場したゲーム『ヘクター'87』で28万点を出して3位入賞を果たしていた（原人は33万点で優勝）。
サンタ
声 - 柴田由美子
カワダ・チューの相棒の鶏で、ゆで卵を産むことができる。鳴き声でしかしゃべれないが、カワダ・チューには言葉が判る。実はメスで最終回ではものみカラスと結婚した。
ハチミツ姫
声 - 小山茉美
第48話、第50話、第51話（最終回）に登場。ハニーの実の姉であり、ハチミツエリアのお姫様。妹以上にわがままでおてんばな性格。一人称は「ハチミツ」もしくは「姫」。和服を着ている。
ホビー雑誌を見ては簡単に影響され、城を抜け出して色々な趣味に没頭している。原人たちと出会った時は、サイクリングに夢中になっていた。ダイキュラーたちによって人質に取られていた際（ハチミツ本人は単にナンパされたと思っている）、自分とは違って自由に暮らしている妹、ハニーへの不満をぶちまけ、悪態をついた。そこをキュラ大王に「姉が妹のことを悪く言ってはダメです！」と叱責・平手打ちをされ、「男らしいお方…」とキュラ大王に惚れてしまう。
マイ
声 - 荘真由美
劇場版と第44話に登場。メガロム少女の歌手。長髪と大きなリボンが特徴。一人称は「あたし」。第44話に登場するマイは劇場版とは違い、アイドル歌手でもなく、特別な能力も持たない普通の少女である。

## スタッフ
- 原案 - 岡かすみ、竹部隆司
- プロデューサー - 加藤俊三（東京ムービー新社）、武井英彦、垂水保貴（NTV）、亀山泰夫（旭通信社）
- 音楽 - 筒井広志、稲川徹
- キャラクターデザイン - 前田実
- 作画監督 - 香西隆男
- 美術監督 - 横山幸博
- 撮影監督 - 野村隆
- 録音監督 - 加藤敏
- 音楽監督 - 鈴木清司
- 編集 - 鶴渕允寿、高橋知子
- 文芸 - 小野田博之
- 制作担当 - 柳内一彦
- チーフディレクター - 永丘昭典、岡崎稔
- 作監補 - 香西隆男、伊藤一男、多田康之、笠原彰、柳沢哲也、宍倉敏、三宅和彦、八崎健二
- 録音技術 - 切金潤
- 音響効果 - 宮田音響
- 選曲 - 合田豊
- タイトル - 高具秀雄
- 色指定 - 伊藤純子
- 演出助手 - 佐藤豊、佐藤実、松本佳久、日巻裕二、古川政美、和田隆行、多賀義満、山野貴方、小笠忠孝
- 特殊効果 - 林好美
- 制作進行 - 渡辺一、古川政美、和田隆行、岩崎哲也、小西利典、日巻裕二、井口憲明、名嘉邦夫、小笠忠孝、浅見隆司、小池剛ノ介、神戸守
- 録音 - 東北新社
- 現像所 - 東京現像所→東映化学
- 制作協力 - スタジオジュニオ
- 製作 - 東京ムービー新社、旭通信社

## 主題歌
オープニングテーマ
「Bugってハニー」
作詞 - 岡かすみ / 作曲 - 小林亜星 / 編曲 - 筒井広志 / 歌 - 高橋利幸（名人）
エンディングテーマ
「愛はメリーゴーランド」（第1話 - 第40話）
作詞 - 岡かすみ / 作曲 - 小林亜星 / 編曲 - 筒井広志 / 歌 - 高橋利幸（名人）&はるな友香
「わたしと踊ってくれませんか」（第41話 - 第51話）
作詞 - 岡かすみ / 作曲 - 小林亜星 / 編曲 - 稲川徹 / 歌 - 荘真由美
上記3曲のEPレコードは、いずれもファンハウスから発売された。
※劇中でかかるBGMは、『迷宮組曲 ミロンの大冒険』の楽曲がベースになっているものが多い他、当時ハドソンから発売されていたファミコンソフトのBGMや効果音がほぼそのままの形で多数使用されている。

## 各話リスト
サブタイトルの中には、同時期に放映されていた番組のタイトルをもじったものもある。
| 話数 | サブタイトル           | 脚本            | コンテ     | 演出       | 放送日         |
| ---- | ---------------------- | --------------- | ---------- | ---------- | -------------- |
| 1    | 高橋原人・バグられた!? | 岡かすみ 山本優 |            | 永丘昭典   | 1986年 10月3日 |
| 2    | SOSは原人から!?        | 山本優          | 竹内啓雄   | 10月10日   |                |
| 3    | GOGOスカタン特急       | 山本優          | 川田武範   | 10月17日   |                |
| 4    | ナマ唾ゴックン中華街   | 園田英樹        | 矢部秋則   | 10月24日   |                |
| 5    | 脱出! 必殺16連射       | 山本優          | 竹内啓雄   | 10月31日   |                |
| 6    | 迷宮!! 高橋原人大活躍  | 園田英樹        | 浅田裕二   | 11月7日    |                |
| 7    | バグ走! 原人VSキュラ   | 山本優          | 不破裕     | 佐藤豊     | 11月14日       |
| 8    | 海賊シンドマッカ参上   | 寺島優          |            | 森脇真琴   | 11月21日       |
| 9    | 潜入! キュラの㊙宝島   | 山本優          | 川田武範   | 11月28日   |                |
| 10   | ピンクの豚は歌が好き   | 寺島優          | 井内秀治   | 12月5日    |                |
| 11   | びっくりオモチャ王国   | 雪室俊一        | こだま兼嗣 | 矢部秋則   | 12月12日       |
| 12   | ハンバーガー35連射!    | 岡かすみ        |            | 大賀俊二   | 12月19日       |
| 13   | 必殺! 伝説の原人アメ   | 山本優          | 井内秀治   | 矢部秋則   | 12月26日       |
| 14   | キュラ城! ついに発見   | 雪室俊一        | こだま兼嗣 | 松本佳久   | 1987年 1月9日  |
| 15   | 高橋原人・いい日出発   | 竹内啓雄        |            | 森脇真琴   | 1月16日        |
| 16   | 倒せ! おばちゃま妖怪   | 寺島優          | 川田武範   | 1月23日    |                |
| 17   | 出た! 新人類マックス   | 竹内啓雄        | 石踊宏     | 1月30日    |                |
| 18   | 地獄極楽ワープゾーン   | 岡かすみ        | 大賀俊二   | 2月6日     |                |
| 19   | ワンナップUPUP         | 雪室俊一        | 竹内啓雄   | 矢部秋則   | 2月13日        |
| 20   | 奇々怪々! 中華街対決   | 園田英樹        | 井内秀治   | 松本佳久   | 2月20日        |
| 21   | 竜宮城の玉手箱を捜せ   | 平野靖士        |            | 森脇真琴   | 2月27日        |
| 22   | 氷漬け! 原人大ピンチ   | 寺島優          | 川田武範   | 3月6日     |                |
| 23   | 悪魔! アナログサタン   | 室賀あつし      | 松本佳久   | 3月13日    |                |
| 24   | 恐怖! 亀の子ダワラシ   | 雪室俊一        | 井内秀治   | 3月20日    |                |
| 25   | 果して、楽園へ!?       | 岡かすみ        | 大賀俊二   | 石踊宏     | 3月27日        |
| 26   | 出現! キュラの兄貴     | 雪室俊一        | 奥脇雅晴   | 望月敬一郎 | 4月3日         |
| 27   | 倒せ! ダイキュラー     | 雪室俊一        | 大賀俊二   | 難波桂子   | 4月10日        |
| 28   | 謎のダイキュラー寺院   | 岡かすみ        |            | 森脇真琴   | 4月17日        |
| 29   | 炸裂! つっぱり16連射   | 竹内啓雄        | 松本佳久   | 4月24日    |                |
| 30   | 爆発! ダイキュラー     | 雪室俊一        | 川田武範   | 5月1日     |                |
| 31   | 動くダイキュラー戦艦   | 雪室俊一        | 野田拓実   | 望月敬一郎 | 5月8日         |
| 32   | 危うし! ハニーちゃん   | 竹内啓雄        |            | 井内秀治   | 5月15日        |
| 33   | さすが高橋、16連射!    | 田口成光        | 大賀俊二   | 石踊宏     | 5月22日        |
| 34   | ああ!? 幻のスケルトン  | 小川あさ美      |            | 奥脇雅晴   | 5月29日        |
| 35   | 原人・ミクロでマクロ   | 松岡清治        | 松本佳久   | 6月5日     |                |
| 36   | 参上! Bugって忍者      | 室賀あつし      | 井内秀治   | 森脇真琴   | 6月12日        |
| 37   | ダイキュラー㊙お姫様   | 水出弘一        | 大賀俊二   | 望月敬一郎 | 6月19日        |
| 38   | ハニーのスター誕生     | 園田英樹        |            | 川田武範   | 6月26日        |
| 39   | ザナドゥ・英雄伝説     | 田口成光        | 井内秀治   | 7月3日     |                |
| 40   | ザナドゥ勇者復活!      | 田口成光        | 松本佳久   | 7月10日    |                |
| 41   | 余は独断流政宗じゃ!    | 雪室俊一        | 奥脇雅晴   | 石踊宏     | 7月17日        |
| 42   | オレたちにナスはない   | 竹内啓雄        | 篠原俊哉   | 森脇真琴   | 7月24日        |
| 43   | 風雲! ダイキュラー城   | 田口成光        |            | 川田武範   | 7月31日        |
| 44   | D5丸ってなんだべ!?     | 岡かすみ        | 奥脇雅晴   | 8月7日     |                |
| 45   | 高橋・島田そして川田   | 田口成光        | 篠原俊哉   | 望月敬一郎 | 8月14日        |
| 46   | 笛吹原人周波数作戦     | 竹内啓雄        | 竹内啓雄   | 松本佳久   | 8月21日        |
| 47   | 大ちゃんの青春日記     | 園田英樹        | 井内秀治   | 石踊宏     | 8月28日        |
| 48   | 実録・はちみつ姫物語   | 岡かすみ        |            | 川田武範   | 9月4日         |
| 49   | 汽笛一声! D5丸へ       | 田口成光        | 森脇真琴   | 9月11日    |                |
| 50   | 決戦! D5丸ウォーズ     | 雪室俊一        | 井内秀治   | 望月敬一郎 | 9月18日        |
| 51   | バグッてフィナーレ     | 雪室俊一        |            | 奥脇雅晴   | 9月25日        |

## 放送局
※放送日時は1987年9月終了時点、放送系列は放送当時のものとする。
| 放送地域       | 放送局         | 放送日時           | 放送系列                                     | 備考                                    |
| -------------- | -------------- | ------------------ | -------------------------------------------- | --------------------------------------- |
| 関東広域圏     | 日本テレビ     | 金曜 17:30 - 18:00 | 日本テレビ系列                               | 制作局                                  |
| 新潟県         | テレビ新潟     | 金曜 17:30 - 18:00 | 日本テレビ系列                               |                                         |
| 長野県         | テレビ信州     | 金曜 17:30 - 18:00 | 日本テレビ系列 テレビ朝日系列                |                                         |
| 近畿広域圏     | 読売テレビ     | 金曜 17:30 - 18:00 | 日本テレビ系列                               |                                         |
| 鳥取県・島根県 | 日本海テレビ   | 金曜 17:30 - 18:00 | 日本テレビ系列                               |                                         |
| 北海道         | 札幌テレビ     | 金曜 17:00 - 17:30 | 日本テレビ系列                               | 先行ネット                              |
| 熊本県         | 熊本県民テレビ | 金曜 17:00 - 17:30 | 日本テレビ系列                               | 先行ネット                              |
| 青森県         | 青森放送       | 火曜 17:00 - 17:30 | 日本テレビ系列 テレビ朝日系列                |                                         |
| 岩手県         | テレビ岩手     | 金曜 16:30 - 17:00 | 日本テレビ系列                               |                                         |
| 宮城県         | ミヤギテレビ   | 金曜 17:00 - 17:30 | 日本テレビ系列                               |                                         |
| 秋田県         | 秋田放送       | 木曜 17:30 - 18:00 | 日本テレビ系列                               |                                         |
| 山形県         | 山形放送       | 土曜 17:00 - 17:30 | 日本テレビ系列 テレビ朝日系列                |                                         |
| 福島県         | 福島中央テレビ | 金曜 17:00 - 17:30 | 日本テレビ系列                               |                                         |
| 山梨県         | 山梨放送       | 水曜 17:30 - 18:00 | 日本テレビ系列                               |                                         |
| 静岡県         | 静岡第一テレビ | 金曜 17:00 - 17:30 | 日本テレビ系列                               |                                         |
| 富山県         | 北日本放送     | 水曜 17:00 - 17:30 | 日本テレビ系列                               | 1986年12月10日から1988年1月13日まで放送 |
| 福井県         | 福井放送       | 日曜 11:00 - 11:30 | 日本テレビ系列                               | 1987年4月12日から放送                   |
| 中京広域圏     | 中京テレビ     | 金曜 17:00 - 17:30 | 日本テレビ系列                               |                                         |
| 広島県         | 広島テレビ     | 金曜 17:00 - 17:30 | 日本テレビ系列                               |                                         |
| 山口県         | 山口放送       | 火曜 17:30 - 18:00 | 日本テレビ系列 テレビ朝日系列                |                                         |
| 香川県・岡山県 | 西日本放送     | 金曜 17:00 - 17:30 | 日本テレビ系列                               |                                         |
| 愛媛県         | 南海放送       | 木曜 17:00 - 17:30 | 日本テレビ系列                               |                                         |
| 高知県         | 高知放送       | 水曜 16:30 - 17:00 | 日本テレビ系列                               |                                         |
| 福岡県         | 福岡放送       | 金曜 17:00 - 17:30 | 日本テレビ系列                               |                                         |
| 長崎県         | テレビ長崎     | 火曜 16:30 - 17:00 | フジテレビ系列 日本テレビ系列                |                                         |
| 大分県         | テレビ大分     | 土曜 7:15 - 7:45   | フジテレビ系列 日本テレビ系列 テレビ朝日系列 |                                         |
| 宮崎県         | テレビ宮崎     | 水曜 16:30 - 17:00 | フジテレビ系列 日本テレビ系列 テレビ朝日系列 |                                         |
| 鹿児島県       | 鹿児島テレビ   | 金曜 16:30 - 17:00 | フジテレビ系列 日本テレビ系列                |                                         |
| 沖縄県         | 沖縄テレビ     | 水曜 16:00 - 16:30 | フジテレビ系列                               |                                         |

## 題材作品
『高橋名人のBUGってハニー』
ハドソンより1987年6月5日に発売。『高橋名人の冒険島』に続く高橋名人の名を冠した、ファミリーコンピュータ用アクションゲーム。ステージによってプレイヤーキャラクターが高橋原人とハニーのいずれかになる。このほか双葉文庫からゲームブックも発売されている。

## 劇場版
Bugってハニー メガロム少女舞4622
1987年7月21日公開。本作では唯一の映画作品。後日ビデオ化された。

### 主題歌
挿入歌 - 「わたしと踊ってくれませんか」
作詞 - 岡かすみ / 作曲 - 小林亜星 / 編曲 - 稲川徹 / 歌 - 荘真由美
メガロム少女舞のコンサートシーンで1番だけ流された。
エンディングテーマ - 「Bugってハニー」
作詞 - 岡かすみ / 作曲 - 小林亜星 / 編曲 - 筒井広志 / 歌 - 高橋利幸（名人）
TV版と異なり2番まで流されている。

## 映像ソフト
DVD
- 上巻 7枚組 25話収録＋特典映像 2010年7月28日発売
- 下巻 8枚組 26話収録＋劇場版 2010年8月27日発売

このほか、2015年3月13日に東映ビデオより発売された「トムス・エンタテインメントTV主題歌大全集VOL.2 1978-1988」（DVDのみ）にも本作のオープニング・エンディング映像が収録されている（クレジット表記は「Konami Digital Entertainment/TMS」）。

## その他
- 関東地区では伊豆大島・三原山噴火の報道特別番組で番組が休止された時があったが、そのままハドソンソフトが提供したことがあった。